# Phlebotomus simonahalepae
Phlebotomus simonahalepae este o specie de insectă dipteră hematofagă din genul Phlebotomus, din familia Psychodidae. A fost descrisă pentru prima dată în anul 2021, după ce a fost descoperită în Canaraua Fetei, o zonă protejată din sudul Dobrogei. Specia a fost denumită în onoarea Simonei Halep, care este originară din județul Constanța.